# Плащаница (фильм)
«Плащаница» (англ. The Robe, также иногда переводится как «Багряница» или «Крест римского центуриона») — американский кинофильм режиссёра Генри Костера, вышедший на экраны в 1953 году. Сюжет ленты связан с библейским повествованием о судьбе Иисуса и рассказывает историю о временах Римской империи. Фильм снят кинокомпанией «XX век Фокс» и примечателен тем, что это первый широкэкранный фильм формата CinemaScope. В 1954 году вышло продолжение картины под названием «Деметрий и гладиаторы».

## Сюжет
Действие происходит в Древнем Риме, провинциях Иудее, Капри и Галилее в период времени с 32 по 38 годы.
Марцелл Галлион (Ричард Бартон) — сын важного римского сенатора (Торин Тэтчер), военный трибун. Он печально известен как дамский угодник, но он пленён появлением подруги детства Дианы (Джин Симмонс), невестки императора Тиберия (Эрнест Тесайгер). Калигула был племянником и наследником Тиберия, Диана неофициально обещала выйти за него замуж.
Когда Калигула приходит на рынок принять участие в аукционе рабов, Марцелл ошибается в торгах с продажей греческого раба Деметрия (Виктор Мэтьюр). Калигула чувствует, что он выглядит дураком перед Дианой, а Марцелл чувствует, что он виноват перед Деметрием, остановив его раньше, когда он бежал от своих рабовладельцев. Калигула сердито говорит с Дианой, собирается уходить и отдает приказ Марцеллу ехать в Иерусалим в Палестине.
Марцелл даёт Деметрию свободу. Марцелл удивлён, когда встречает Деметрия у своего дома. Неофициально Марцелл освободил Деметрия, но Деметрий чувствует, что он в долгу у Марцелла, и становится его слугой.
Деметрий сопровождает Марцелла в Палестину. Диана приходит к Марцеллу, говорит о своей любви к нему и о своём намерении ходатайствовать к Тиберию. Марцелл говорит о своей любви Диане и спрашивает её, как заставить императора дать обещание не выдавать её замуж за Калигулу.
Марцелл едет в Иерусалим с центурионом Павлом (Джефф Морроу) в тот же день, состоялся триумфальный въезд Иисуса в Иерусалим в Вербное воскресенье. Иисус разговаривает с Деметрием во время поездки в Иерусалим, убеждая его стать последователем христианства. Когда Деметрий позже узнает, что римляне хотят схватить Иисуса, он старается предупредить его о намерениях римлян. Однако Иисус уже был арестован, о чём Деметрий узнаёт после случайной встречи с Иудой.
Иисус арестован и осуждён Понтием Пилатом (Ричард Бун), который посылает за Марцеллом, чтобы тот взял на себя командование римскими солдатами, исполняющими казнь — распятие. Марцелл в свою очередь сообщил, что его отозвал в Рим император.
Марцелл выиграл одежду Иисуса в кости, и он заставляет Деметрия закрыться ею от дождя на обратном пути в Иерусалим. Потом Марцелл приказывает Деметрию выбросить одежду Иисуса. Позже Марцелл начинает чувствовать угрызения совести за распятие Иисуса. Деметрий проклинает Марцелла и Римскую империю и убегает.
Марцелла преследуют видения кошмаров распятия. Он кричит тревожно, «Были ли вы там?» Он делает это в присутствии Тиберия, когда он сообщает ему о Капри. Тиберий изображается как доброжелательный император, который хочет помочь Марцеллу, поэтому, по наущению своего прорицателя Додиниуса (Фрэнсис Пирлот) и собственного энтузиазма, даёт императорский приказ Марцеллу — найти и уничтожить одежду Иисуса при сборе последователей Иисуса. По просьбе Дианы Тиберий разрешает ей выйти замуж за Марцелла, хотя сам считает его сумасшедшим.
После ухода из Капри Марцелла видели с сирийцем Абидором (Леон Аскин) за пределами деревни Кана. Он под видом торговца тканями договаривался о покупке домотканого сукна. Для дальнейших поисков Марцелл платит непомерно высокие цены за любые ткани, даже тряпки. Юлий, ткач в Кане (Дин Джаггер), собирает своих собратьев-христиан за осуждение таких несправедливых цен, что противоречит учению Иисуса.
Когда Марцелл возвращается в свой лагерь, он сталкивается с жадным Абидором, который хочет выдать последователей Иисуса Пилату, отдавшему приказ об аресте последователей Иисуса. Абидор, одержимый добыванием денег, угрожает рассказать людям из Каны, что Марцелл распял Иисуса, этим он приводит Марцелла в ярость, и тот начинает бить Абидора.
На следующий день Марцелл в ярости из-за кражи своего осла. Мириам встречает Марцелла и настоятельно советует ему пойти поговорить к апостолу Петру (Майкл Ренни), который пришёл в Кану с греческим спутником. Марцелл догадывается, что это Деметрий.
Марцелл полагает, что Деметрий один, и требует, чтобы тот взял одежду Иисуса и уничтожил её. Деметрий отдает плащаницу Марцеллу, который отказывается прикоснуться к ней, и Деметрий говорит ему, что если он хочет его уничтожить, то он будет вынужден уничтожить его самого. Марцелл пробует одежду своим мечом, и как он бледнеет от страха, когда халат скользит вниз вслед за его мечом на него. Он в ужасе, но на этот раз, как халат задевает его, но больше он не боится. Он чувствует, что истинная сила плащаницы у того, кто носил её. В этот момент он становится христианином.
Двое мужчин вышли на улицу и Юлий встречает Петра. Но вдруг он падает пронзенный стрелой. Входит большой отряд римских солдат, Абидор скрывается среди них. Марцелл вмешивается, приказав им остановиться. Павел сообщает ему, что его приказ больше не действителен, Тиберий мертв, а Калигула стал императором. Марцелл таким образом не имеет выбора, кроме как драться на поединке с Павлом, и после длительной борьбы Марцелл побеждает. Вместо того, чтобы убить Павла, чего от него ждут, Марцелл бросает свой меч в дерево, заслужив таким образом восхищение жителей. Он приказывает Павлу и его солдатам уйти.
Петр приглашает Марцелла и Деметрия присоединиться к нему в качестве миссионеров. Марцелл колеблется, и когда Петр рассказывает ему о своём отрицании Иисуса в ту ночь, когда он был арестован, Марцелл признает свою роль в смерти Иисуса. Петр указывает ему, что Иисус простил его с креста и прочел молитву «Отче, прости им, ибо не знают, что делают» (Лк. 23:34). Марцелл посвящает свою жизнь Иисусу и соглашается пойти с ними. Они держат путь в Рим, но они должны перейти «под крышу» в римские катакомбы, так как император Калигула запретил христианам появляться в Риме.
В Риме Калигула говорит Диане, что Марцелл стал предателем в Риме, будучи христианином. Он ведёт её в комнату охраны, где схватили Деметрия, чтобы подвергнуть пыткам. Диана выбегает из дворца, и ищет Марцелла.
Марцелл и Диана встречаются, и Марцелл рассказывает ей историю плащаницы, и что он принял христианство. Диана говорит Марцеллу, где держат Деметрия в императорском дворце, чтобы Марцелл и его товарищи христиане смогли спасти его. Но они пришли слишком поздно, Деметрий уже при смерти, но Пётр приходит к дому, где находится Деметрий и исцеляет его.
Врач Галлион (Генри Томас Браун), который был призван на помощь Деметрию, предает Марцелла Калигуле, он возмущается тем, что Петр исцелил Деметрия, когда он не смог это сделать. Марцелл бежит с Деметрием, их преследуют солдаты, Марцелл дает себя схватить, чтобы Деметрий смог бежать. Марцелл схвачен и предан суду. По просьбе Дианы он соглашается признать Калигулу. Он становится на колени, и говорит присягу на верность, но когда Калигула требует о него отказаться от Иисуса, Марцелл отказывается. Калигула осуждает его на смерть. Диана стремится соединиться с Марцеллом, и она говорит Калигуле «зло, безумный монстр». Фильм заканчивается. Марцелл с Дианой оборачиваются плащаницей, выходя из императорского дворца, уходя в вечность.

## В ролях
- Ричард Бёртон — Марцелл Галлион
- Джин Симмонс — Диана
- Виктор Мэтьюр — Деметрий
- Майкл Ренни — Петр
- Джей Робинсон — Калигула
- Дин Джаггер — Иисус
- Торин Тэтчер — Сенатор Галлион
- Ричард Бун — Понтий Пилат
- Бетта Сент Джон — Мириам
- Джефф Морроу — Павел
- Эрнест Тезиге — Тиберий
- Доун Аддамс — Юлия
- Леон Аскин — Абидор
- Хелен Беверли — Ребекка
- Франк Пуласки — Квинт
- Дэвид Леонард — Макрипор
- Майкл Ансара — Иуда
- Джей Новелло — Тирон
- Розалинд Айван — Юлия (в титрах не указана)
- Фрэнк де Кова — работорговец (в титрах не указан)

## Исторические неточности
Несмотря на пристальное внимание создателей фильма к римской истории и культуре, есть некоторые неточности. Так, император Тиберий был не великим и достойным, как изображается в фильме, а развратным и жестоким, а его жена Юлия была изгнана из Рима своим отцом Августом и умерла в изгнании в 14 году н. э. Кроме того, христианство не было так широко распространено во времена Тиберия и Калигулы, а христиане подвергались гонениям в Римской империи лишь при императоре Нероне. Существует эдикт Понтия Пилата об арестах христиан.

## Награды и номинации
- 1953 — премия Национального совета кинокритиков США за лучшую женскую роль (Джин Симмонс), а также попадание в десятку лучших фильмов года.
- 1954 — две премии «Оскар» за лучшую работу художника-постановщика (Лили Уилер, Джордж Дэвис, Уолтер Скотт, Пол Фокс) и за лучший дизайн костюмов (Чарльз Ле Мэр, Эмиль Сантьяго)[5], а также три номинации: за лучший фильм (Фрэнк Росс), за лучшую мужскую роль (Ричард Бёртон) и за лучшую операторскую работу (Леон Шэмрой).
- 1954 — премия «Золотой глобус» за лучший фильм — драма.
- 1954 — номинация на премию Гильдии режиссёров США за лучшую режиссуру художественного фильма (Генри Костер).